# Église Notre-Dame-de-l'Assomption de Cordon
Pour les articles homonymes, voir Église Notre-Dame-de-l'Assomption.
L'église Notre-Dame-de-l'Assomption est une église catholique française, située dans le département de la Haute-Savoie, dans la commune de Cordon, en France.

## Localisation
L'édifice se situe dans la commune de Cordon, en Haute-Savoie.

## Historique
L'église est construite en 1781-85 pour 4800 livres dans le hameau du Vuaz en remplacement de la chapelle du château et en utilisant ses pierres ainsi que celles du presbytère.
Son plan est dû à Jean-Pierre Mathole, un architecte du Val Sesia résidant à Conflans. Il reprend exactement celui de l'église de Saint-Nicolas-la-Chapelle à l'exception des extrémités du transept qui sont carrées et du clocher qui est un peu plus grand.
Les peintures sont des fresques réalisées en 1787 par Léonard Isler, un peintre originaire d'Argovie. Le bulbe du clocher datait de 1816.
Une première rénovation maladroite a lieu en 1895. Le clocher est frappé par la foudre en 1973 et l'incendie et l'eau utilisée pour l'extinction causent d'importants dégâts. Cela nécessita l’intervention des Monuments historiques qui classèrent l’édifice en 1974 et financèrent sa reconstruction ainsi que celle de la toiture. Ce clocher a été recouvert d’acier « patiné » (peint à chaud) afin d’imiter au mieux la rouille d’un fer-blanc de 1816. Les peintures ont été restaurées en 1978-82 et l'église a été à nouveau rénovée entre octobre 2009 et juillet 2011.
Officiellement, l'édifice est classé au titre des monuments historiques par arrêté du 5 mars 2004.

## Description
L'église fait partie des monuments composant l'art baroque savoyard. C'est une église en forme de croix avec une coupole centrée sur la nef et c'est une des premières fois que ce plan est utilisé en Faucigny. Elle est composée d'une nef à deux travées, d'un transept à une travée, d'un chœur à chevet droit et de quatre autels sur les côtés.
Elle a un clocher à bulbe à lanternon ajouré de baies jumelles reposant sur des colonnettes médianes. 
Les fresques représentent des scènes de la vie de Jésus Christ et de Marie, en particulier celles des mystères du rosaire. La coupole montre les mystères joyeux de la venue du Christ, l'avant-chœur les mystères douloureux de la Passion et la nef les mystères glorieux de la Résurrection. En outre, la Cène et le sacrifice d'Isaac sont peints dans le chœur et les quatre évangélistes dans les pendentifs de la coupole.

### Extérieur

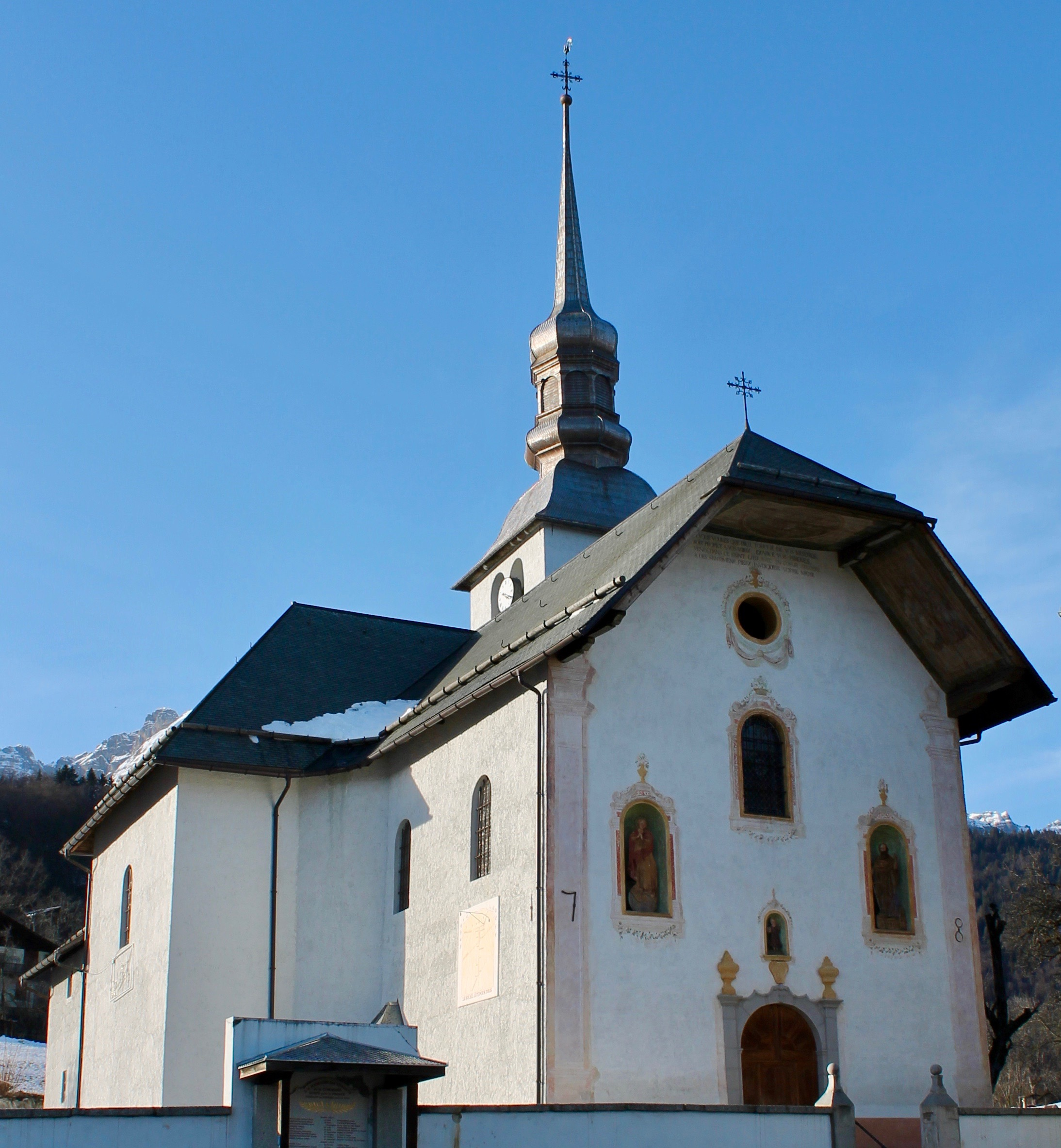
Église Notre-Dame-de-l'Assomption.
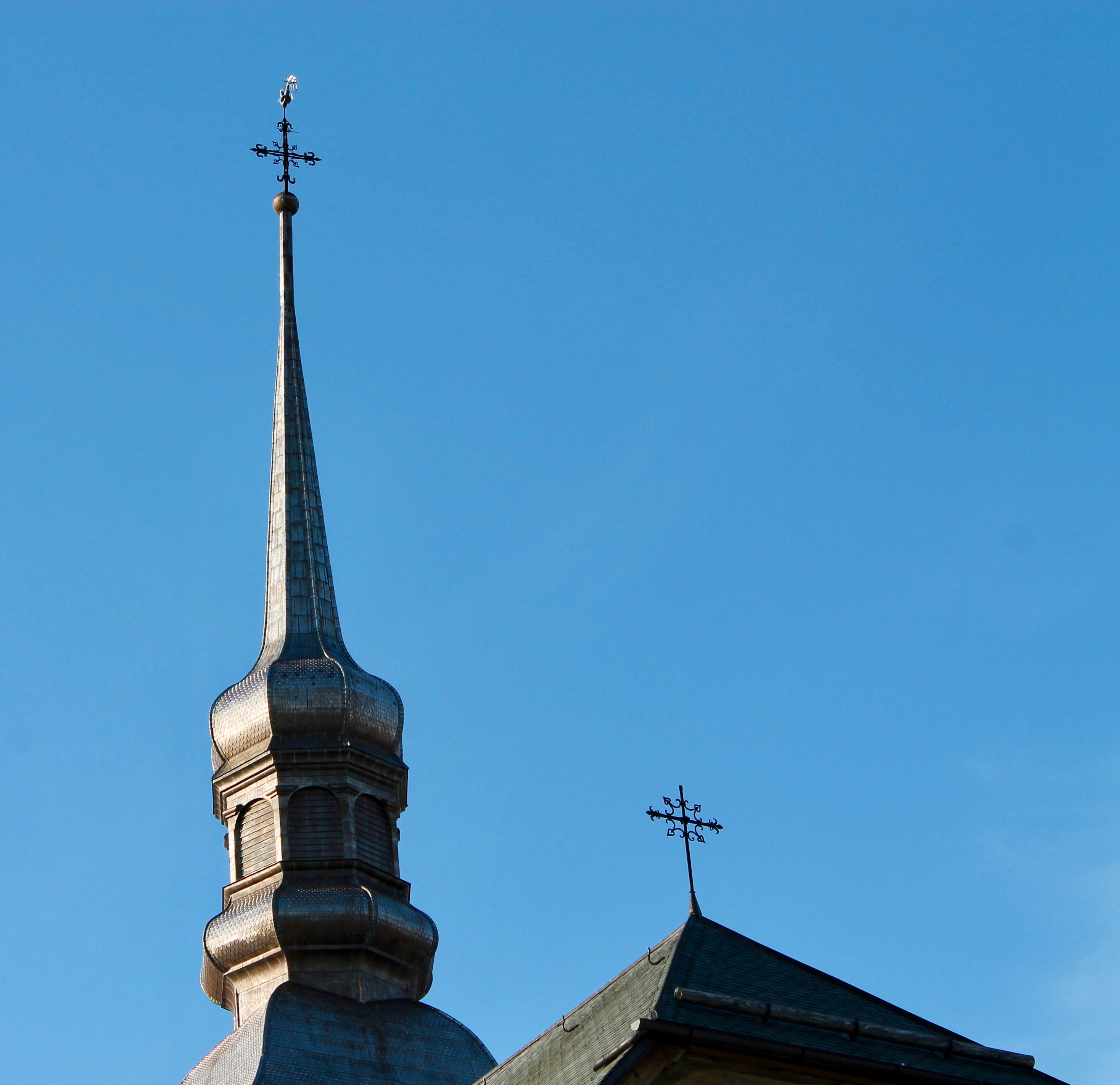
Clocher à bulbe.
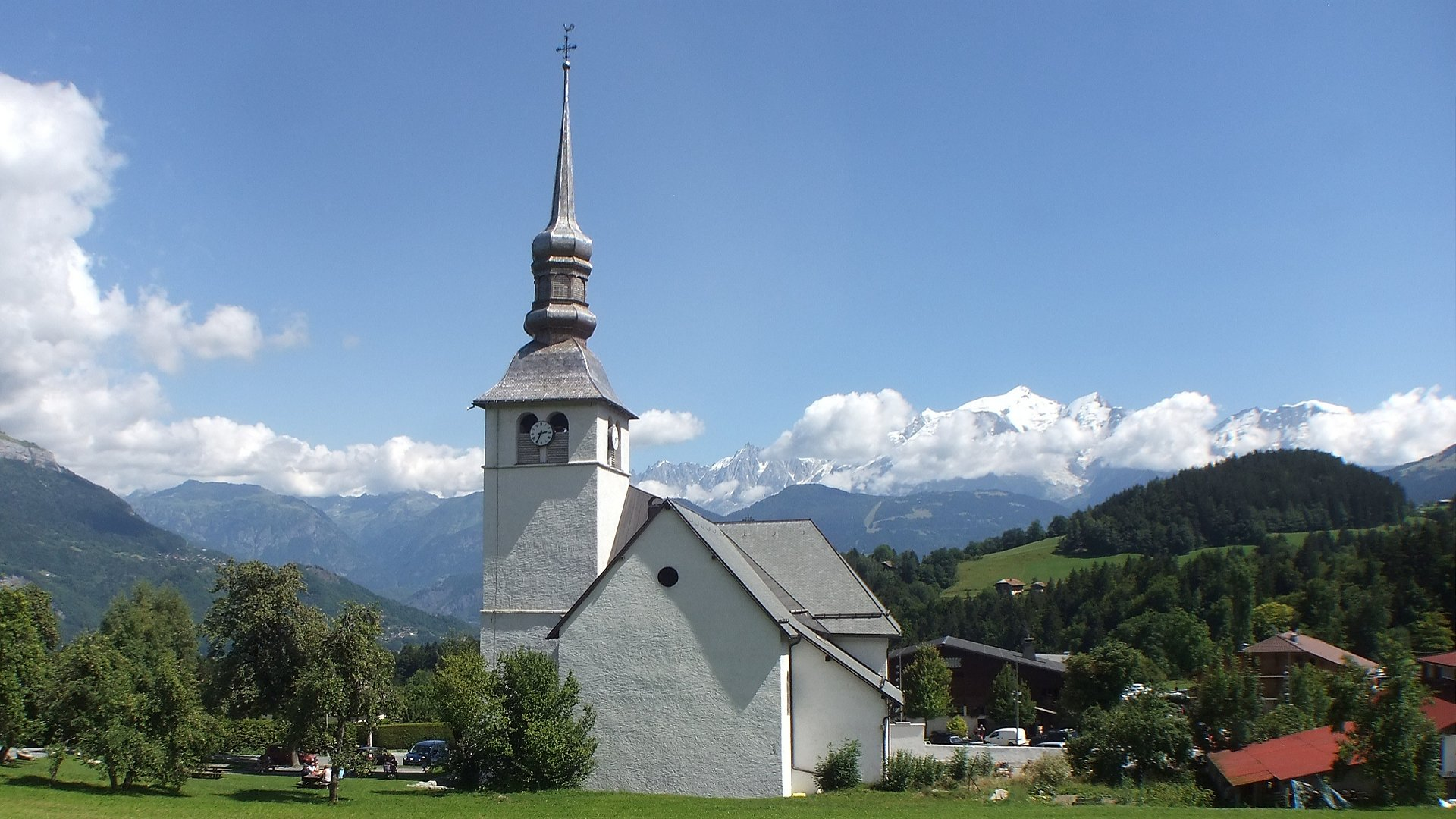
Église Notre-Dame-de-l'Assomption de Cordon en août 2018, le Mont-Blanc dans le fond

### Intérieur

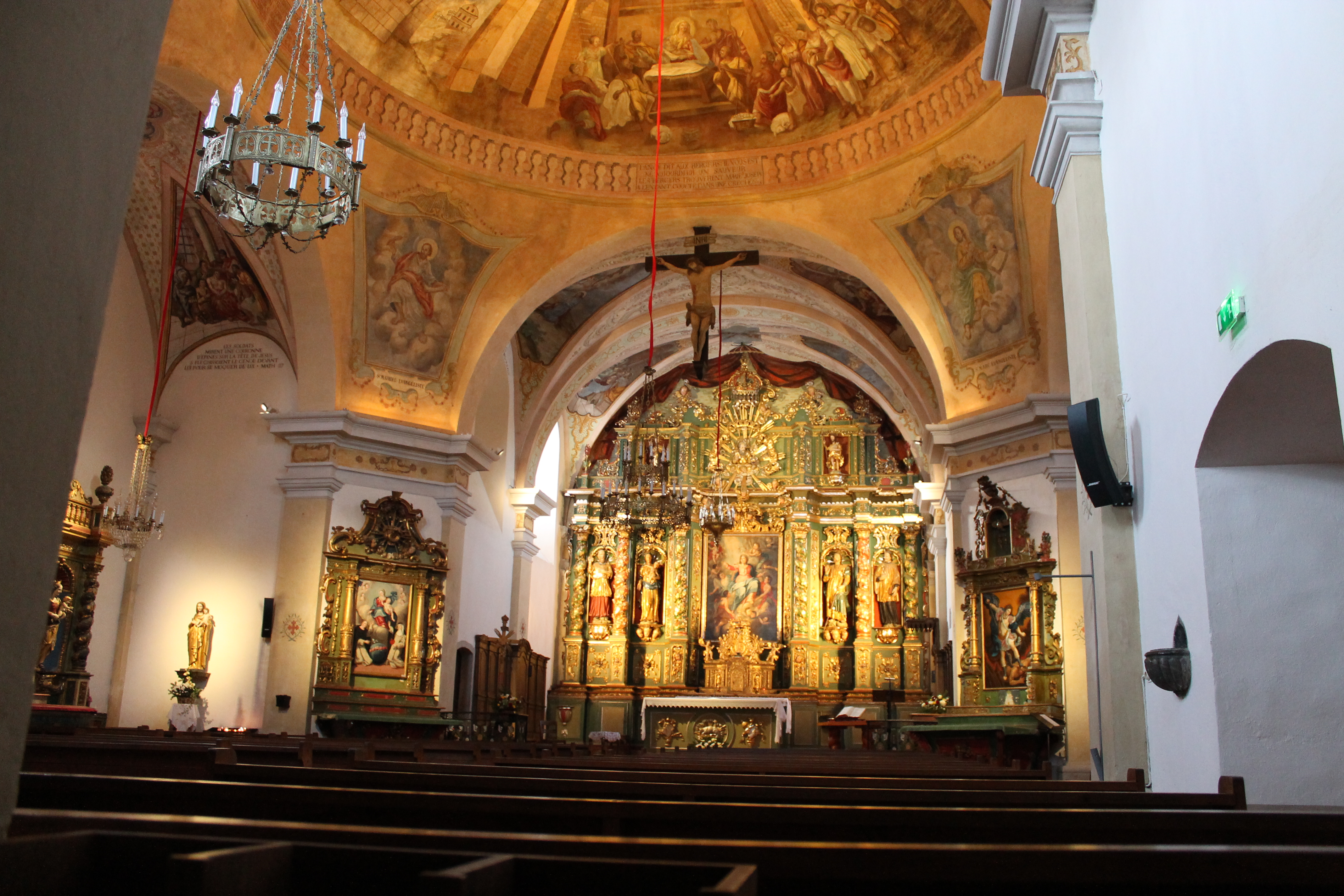
Nef chœur et croisée du transept.
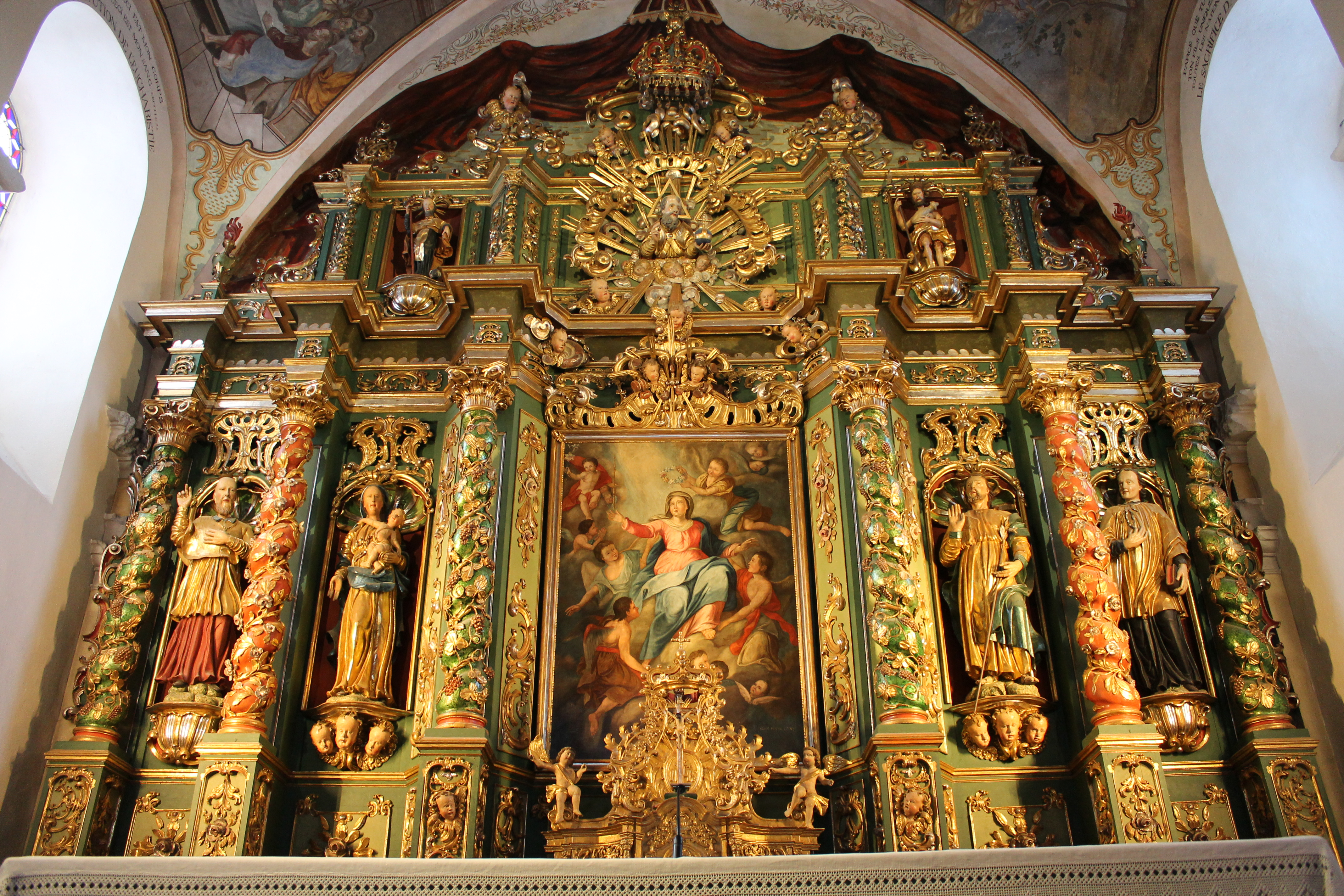
Retable du maître-autel.
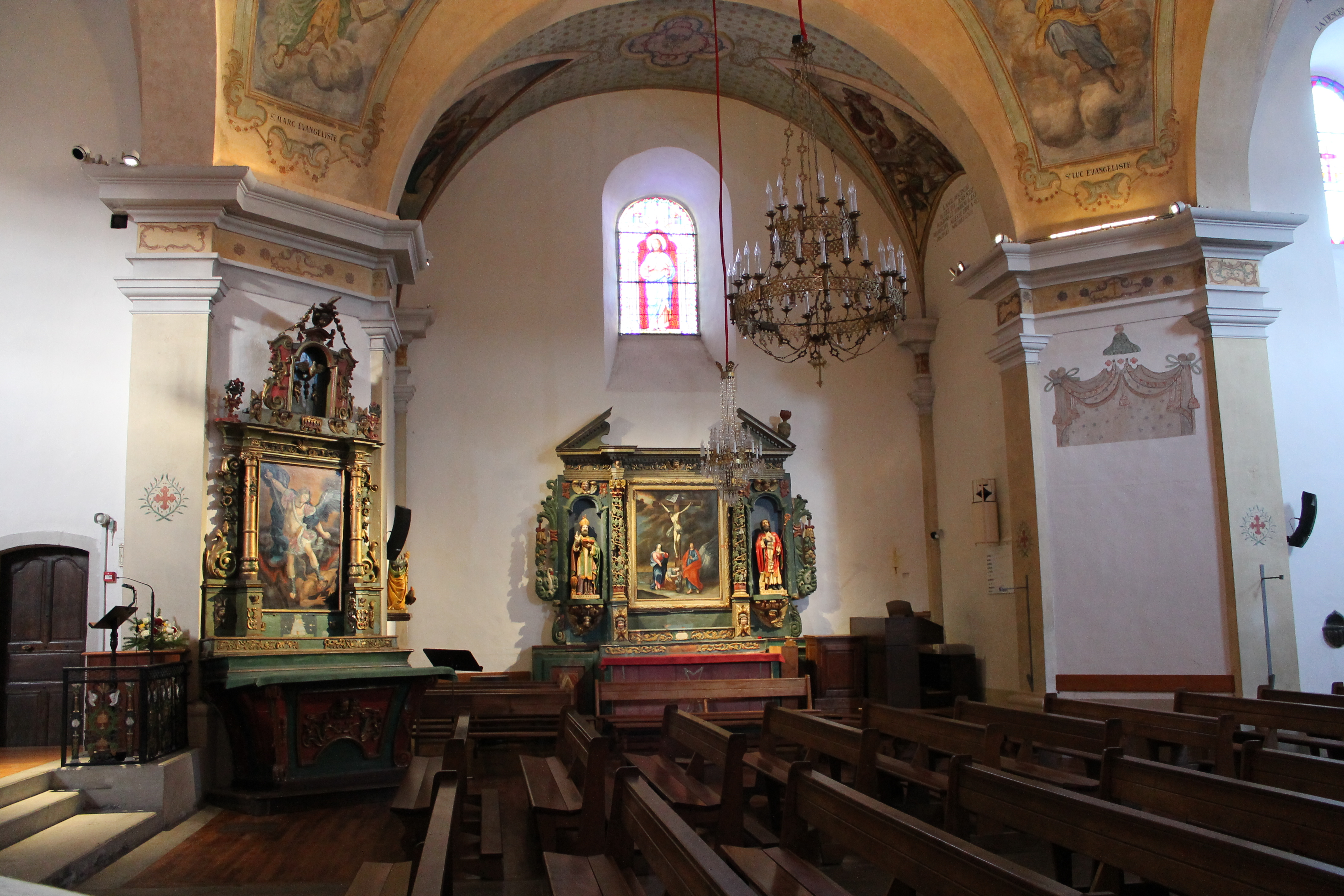
Retable de la Crucifixion (statues St Grat et St Félix).
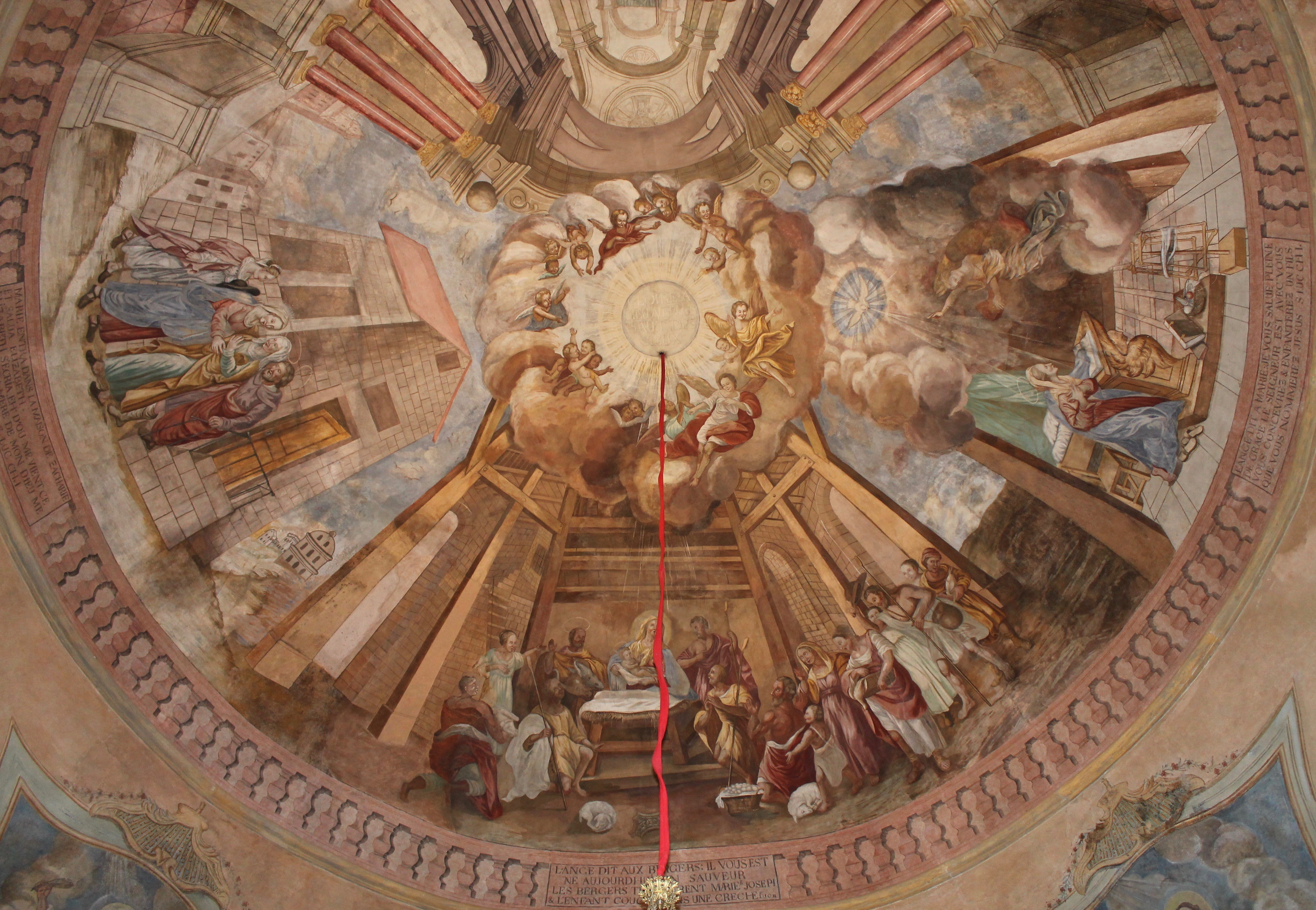
Croisée du transept.
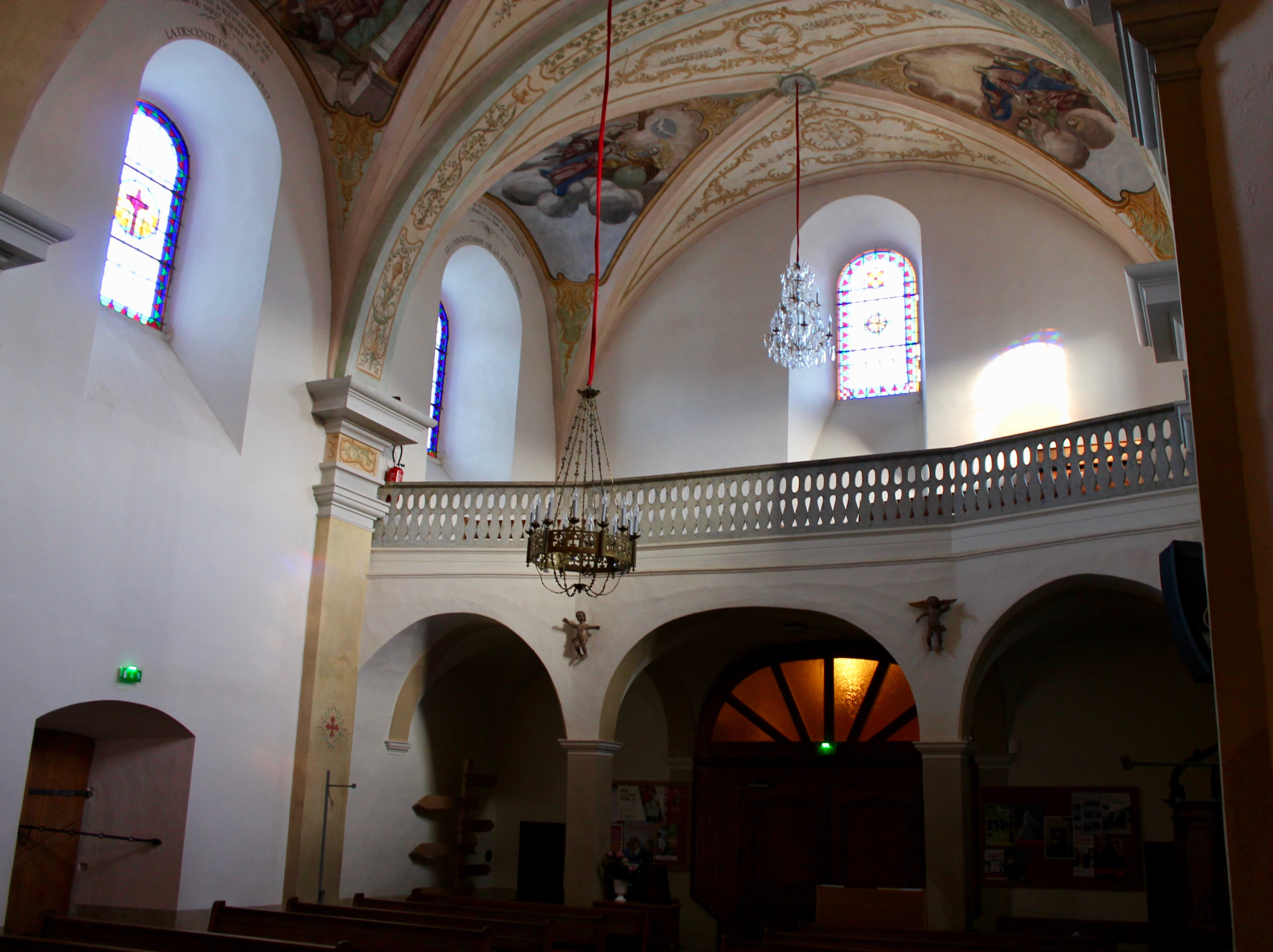
Balcon de l'église